# Інгалінське
Інгалі́нське (рос. Ингалинское) — село у складі Упоровського району Тюменської області, Росія.
Населення — 609 осіб (2010, 621 у 2002).
Національний склад станом на 2002 рік:
- росіяни — 82 %